# Blagovechtchensk
Pour les articles homonymes, voir Blagovechtchensk (homonymie).
Blagovechtchensk (en russe : Благовещенск) est une ville de Russie et la capitale administrative de l'oblast de l'Amour. Elle se trouve à 7 985 km de Moscou. Sa population s'élevait à 225 810 habitants en 2019. Elle forme avec la ville chinoise située sur l'autre rive du fleuve Amour l'agglomération transfrontalière Blagovechtchensk-Heihe.

## Toponymie
En chinois, la ville est également connue sous les noms de 海兰泡 (Hailanpao, « un lac aux orchidées marines ») ou bien  布拉戈维申斯克, nom retranscrit de la ville en chinois ou bien contracté en 布市 (Bushi),.

## Géographie
Blagovechtchensk est située sur la rive gauche de l'Amour, qui à cet endroit délimite la frontière avec la Chine et fait face à la ville chinoise de Heihe. Le point de confluence avec la Zeïa se trouve immédiatement en aval. Blagovechtchensk possède un aéroport (code AITA : BQS).

### Climat
Le climat de Blagovechtchensk est de type continental, caractérisé par de forts contrastes thermiques entre l'hiver et l'été. L'hiver est sec du fait des conditions anticycloniques qui règnent sur la Sibérie extrême-orientale tandis que l'été est très pluvieux en raison du phénomène de mousson. La neige recouvre le sol en moyenne 126 jours par an. La hauteur de neige peut atteindre 40 cm à la fin de l'hiver.
- Température record la plus froide : −45,4 °C (février 1920)
- Température record la plus chaude : 37,7 °C (juillet 2000)
- Nombre moyen de jours avec de la neige dans l'année : 55
- Nombre moyen de jours de pluie dans l'année : 80
- Nombre moyen de jours avec de l'orage dans l'année : 26
- Nombre moyen de jours avec tempête de neige dans l'année : 4

| Mois                                        | jan.       | fév.       | mars       | avril      | mai       | juin      | jui.      | août      | sep.      | oct.       | nov.       | déc.       | année      |
| ------------------------------------------- | ---------- | ---------- | ---------- | ---------- | --------- | --------- | --------- | --------- | --------- | ---------- | ---------- | ---------- | ---------- |
| Température minimale moyenne (°C)           | −25,6      | −21,8      | −12,2      | −1,1       | 6,9       | 13,8      | 17,5      | 15,4      | 7,9       | −1,1       | −13,9      | −23,9      | −3         |
| Température moyenne (°C)                    | −21        | −16,1      | −6,4       | 4,9        | 13,2      | 19,4      | 22,2      | 19,9      | 13        | 3,5        | −9,8       | −19,8      | 1,9        |
| Température maximale moyenne (°C)           | −15,1      | −9,4       | −0,2       | 11,2       | 19,9      | 25,5      | 27,7      | 25,4      | 19,4      | 9,3        | −4,6       | −14,7      | 7,9        |
| Record de froid (°C) date du record         | −44,5 1980 | −45,4 1920 | −35,7 1922 | −17,7 1988 | −7,5 1910 | 0,1 1922  | 8,2 1914  | 4,4 1949  | −4,3 1964 | −24,8 1902 | −32,9 1944 | −41,2 1912 | −45,4 1920 |
| Record de chaleur (°C) date du record       | 0,2 1983   | 7 1998     | 20,3 1990  | 31,4 2014  | 34,7 1998 | 39,4 2010 | 37,7 2000 | 36,9 1921 | 33,5 1921 | 28 2006    | 13,4 1963  | 3,6 1955   | 39,4 2010  |
| Ensoleillement (h)                          | 138        | 194        | 227        | 222        | 252       | 255       | 226       | 227       | 168       | 190        | 157        | 123        | 2 379      |
| Précipitations (mm)                         | 7          | 7          | 10         | 25         | 55        | 91        | 141       | 112       | 68        | 30         | 13         | 11         | 570        |
| dont neige (cm)                             | 12         | 10         | 3          | 0          | 0         | 0         | 0         | 0         | 0         | 1          | 4          | 8          | 38         |
| Record de pluie en 24 h (mm) date du record | 18 1905    | 11 2015    | 29 1955    | 50 1983    | 45 1917   | 86 2018   | 114 1928  | 122 1895  | 98 1983   | 38 1994    | 18 1935    | 14 1978    | 122 1895   |
| Nombre de jours avec précipitations         | 0          | 0          | 0,4        | 9          | 15        | 17        | 18        | 17        | 16        | 8          | 0,4        | 0          | 101        |
| Humidité relative (%)                       | 73         | 68         | 62         | 55         | 55        | 70        | 78        | 80        | 72        | 62         | 67         | 74         | 68         |
| Nombre de jours avec neige                  | 12         | 7          | 8          | 6          | 1         | 0         | 0         | 0         | 0,2       | 5          | 12         | 14         | 65         |
| Nombre de jours d'orage                     | 0          | 0          | 0          | 0,3        | 2         | 8         | 8         | 6         | 3         | 0,3        | 0          | 0          | 28         |
| Nombre de jours avec brouillard             | 0,3        | 0,1        | 0,2        | 0,4        | 1         | 1         | 2         | 2         | 1         | 0,2        | 1          | 0,2        | 9          |

| Diagramme climatique                                  |            |             |            |           |            |             |             |           |           |             |              |
| J                                                     | F          | M           | A          | M         | J          | J           | A           | S         | O         | N           | D            |
| −15,1−25,67                                           | −9,4−21,87 | −0,2−12,210 | 11,2−1,125 | 19,96,955 | 25,513,891 | 27,717,5141 | 25,415,4112 | 19,47,968 | 9,3−1,130 | −4,6−13,913 | −14,7−23,911 |
| Moyennes : • Temp. maxi et mini °C • Précipitation mm |            |             |            |           |            |             |             |           |           |             |              |

### Agglomération transfrontalière Blagovechtchensk-Heihe
Depuis 2009, des accords ont été signés entre les deux villes situées de part et d'autre du fleuve Amour, l'une Blagovechtchensk en fédération de Russie et l'autre, Heihe en république populaire de Chine, pour rapprocher leurs administrations et leurs populations. Cela a permis notamment de réaliser un pont Blagovechtchensk-Heihe transfrontalier sur l'Amour, qui traverse le fleuve à partir du village de l'agglomération Kanikourgan, ainsi qu'un téléphérique, le téléphérique de l'agglomération transfrontalière de Blagovechtchensk-Heihe, le premier au monde à desservir deux villes situées dans deux pays différents.

## Histoire
Fondée en 1856 comme l'avant-poste militaire d’Oust-Zeïa, Blagovechtchensk reçut son nom actuel deux ans plus tard, d'après le nom de l'église paroissiale de l'Annonciation (Blagovechtchenié en russe). Elle devient alors la capitale de l’oblast de l'Amour de l’empire russe. L'essor de la ville a été favorisé par une ruée vers l'or au début du XXe siècle et par sa position sur la frontière chinoise, à quelques centaines de mètres de la ville de Heihe.
Au cours de la révolte des Boxers, en juillet 1900, les insurgés chinois bombardèrent la ville. Selon la tradition orthodoxe, la ville fut sauvée par l'icône miraculeuse de Notre-Dame d'Albazin, qui était continuellement implorée pendant le bombardement, qui dura près de deux semaines. La police, avec l'aide des Cosaques, entreprit alors d'expulser toute la population chinoise et mandchoue de la rive russe de l'Amour vers la rive restée chinoise. Sous la menace des armes, ces civils durent tenter de traverser le fleuve, où beaucoup se noyèrent. Au total, environ 3 000 personnes auraient trouvé la mort. Après le conflit, le 1er régiment cosaque de Nertchinsk est transféré à Blagovechtchensk où il établit sa garnison.
Pendant la révolution culturelle en Chine, la ville fut soumise à une propagande maoïste ininterrompue, déversée par haut-parleurs depuis la rive chinoise de l'Amour. Aujourd'hui, Heihe et Blagovechtchensk forment une zone de libre échange. La ville a une des plus importantes communautés chinoises en Russie. Les Chinois peuvent y trouver des facilités pour s'établir en Russie et de nombreux bâtiments y sont construits pour la clientèle russe et chinoise. Une nouvelle banlieue, Blagovechtchensk-Severny, offre de nouvelles habitations à bas prix  pour les nouveaux résidents de la ville.
En octobre 2022, des gares, un bureau d'enrôlement militaire, plusieurs centres commerciaux et des bâtiments universitaires de la ville ont été touchés par des alertes à la bombe.

## Population et société

### Démographie
Recensements (*) ou estimations de la population
| 1868  | 1897*  | 1913   | 1923   | 1926*  | 1939*  | 1959*  |
| ----- | ------ | ------ | ------ | ------ | ------ | ------ |
| 3 500 | 32 834 | 70 000 | 56 100 | 61 000 | 58 790 | 94 746 |

| 1970*   | 1979*   | 1989*   | 2002*   | 2010*   | 2012    | 2013    |
| ------- | ------- | ------- | ------- | ------- | ------- | ------- |
| 127 757 | 171 997 | 205 553 | 219 221 | 214 390 | 215 700 | 217 644 |

| 2014    | 2015    | 2016    | 2017    | 2018    | 2019    | 2020 |
| ------- | ------- | ------- | ------- | ------- | ------- | ---- |
| 220 077 | 224 192 | 224 335 | 224 419 | 225 091 | 225 810 | -    |

### Enseignement
La ville abrite l'Université pédagogique d'État et l'Université d'État de l'Amour.

### Sports
- FK Amour Blagovechtchensk, club de football ayant existé de 1960 à 2009.

## Personnalités
- Alexeï Dymovski, officier de police et personnalité russe, y est né en 1977.
- Konstantin Rodzaïevsky, chef du Parti fasciste russe, y est né le 11 août 1907.